# 12942 van der Marel
A 12942 van der Marel (ideiglenes jelöléssel (12942) 6054 P-L) a Naprendszer kisbolygóövében található aszteroida. 
Cornelis Johannes van Houten, Ingrid van Houten-Groeneveld és Tom Gehrels fedezte fel 1960. szeptember 24-én.

## Kapcsolódó szócikk
- Kisbolygók listája (12501–13000)